# Рубін (Казань)
«Рубі́н» (рос. «Рубин») — російський муніципальний футбольний клуб з міста Казань. Виступає в російській Першій Лізі. Веде історію з 1936 року, офіційною датою заснування вважають 1958 рік.
Дворазовий Чемпіон Росії 2008 і 2009 років. Володар Кубка Росії 2012, Кубка Співдружності 2010, Суперкубка Росії 2010 та 2012.

## Колишні назви
- «Крила Рад» (1936—1958),
- «Іскра» (1958—1964),
- «Рубін» (1964—1991),
- «Рубін-ТАН» (1992—1993).

## Досягнення
- Чемпіон Росії: 2008, 2009
- Бронзовий призер чемпіонату Росії: 2003, 2010
- Володар Кубка Росії: 2011/12
- Володар Суперкубка Росії: 2010, 2012